# Jill Quertier
Jill Quertier (geb. 1936 in Bromley, Kent, England) ist eine englische Szenenbildnerin, die einmal den Oscar für das beste Szenenbild gewann sowie ein weiteres Mal für diesen Oscar nominiert war.

## Leben
Quertier begann ihre Tätigkeit in der Filmwirtschaft Hollywoods als Einkäuferin von Requisiten 1974 bei dem Film The Great McGonagall und wurde später Szenenbildnerin. Im Laufe ihrer Karriere wirkte sie bis 2001 an der szenischen Ausstattung von mehr als dreißig Filmen mit.
Bei der Oscarverleihung 1999 gewann sie mit Martin Childs den Oscar für das beste Szenenbild für Shakespeare in Love (1998) von John Madden mit Joseph Fiennes, Gwyneth Paltrow und Geoffrey Rush in den Hauptrollen.
2001 war sie außerdem mit Childs für einen weiteren Oscar für das beste Szenenbild nominiert, und zwar für den von Regisseur Philip Kaufman inszenierten Film Quills – Macht der Besessenheit (2000) mit Geoffrey Rush, Kate Winslet und Joaquin Phoenix.

## Filmografie (Auswahl)
- 1974: The Great McGonagall
- 1979: Alien – Das unheimliche Wesen aus einer fremden Welt
- 1982: Gandhi
- 1983: Local Hero
- 1987: Die Braut des Prinzen
- 1991: Gefangene der Teufelsinsel (Prisoners of Honor) (Fernsehfilm)
- 1992: Wiedersehen in Howards End
- 1993: Was vom Tage übrig blieb
- 1997: Forbidden Territory: Stanley’s Search for Livingstone
- 2000: Quills – Macht der Besessenheit
- 2001: From Hell

## Auszeichnungen
- 1999: Oscar für das beste Szenenbild